# Le Vertannoy British Cemetery
Le Vertannoy British Cemetery is een Britse militaire begraafplaats met gesneuvelden uit de Eerste Wereldoorlog, gelegen in het Franse dorp Hinges (departement Pas-de-Calais). De begraafplaats ligt aan de Rue du Vertannoy op 1.160 m ten zuidwesten van het dorpscentrum (Église Sainte-Marguerite). Ze werd ontworpen door Wilfred Von Berg en heeft een nagenoeg rechthoekig grondplan met een halfronde uitbouw in de zuidwestelijke hoek. De begraafplaats wordt omgeven door een natuurstenen muur en de open toegang bestaat uit twee witte stenen zuiltjes verbonden door een smeedijzeren ketting. Het Cross of Sacrifice staat bij de noordelijke hoek en wordt geflankeerd door twee bloembakken. De graven staan in vijf lange rijen opgesteld.
Er liggen 141 doden begraven waaronder 2 niet geïdentificeerde.
De begraafplaats wordt onderhouden door de Commonwealth War Graves Commission.

## Geschiedenis
De begraafplaats werd gestart in april 1918, tijdens de Vierde Slag om Ieper, en werd tot september het jaar daarop gebruikt door veldhospitalen, gevechtseenheden en Burial Officers (deze officieren waren verantwoordelijk voor de registratie en begraving van de gesneuvelden).
Er liggen 141 Britse gesneuvelden.

## Onderscheiden militairen
- John Eric Trevor-Jones kapitein bij de Rifle Brigade en John de Courcy Stretton, onderluitenant bij het Royal Warwickshire Regiment werden onderscheiden met het Military Cross.
- compagnie sergeant-majoor Robert H. Gibson, de sergeanten H. Bott, John O. Hutchinson en Robert O'Hara en de korporaal William C. Owen werden onderscheiden met de Military Medal.